# Jerónimo López de Ayala
Jerónimo López de Ayala y Álvarez de Toledo y del Hierro (Toledo, 4 de diciembre de 1862-Roma, 15 de marzo de 1934), conde de Cedillo, fue un historiador, escritor, archivero y político español.

## Biografía
Nacido el 4 de diciembre de 1862 en Toledo, ostentó los títulos de conde de Cedillo y caballero del hábito de Calatrava. Miembro de número de la Real Academia de la Historia desde 1898 —antes lo había sido correspondiente desde 1889—, fue colaborador del Boletín de la Sociedad Española de Excursiones y uno de los fundadores de dicha institución en 1893, además de, más adelante, presidente. En el plano político fue senador por la provincia de Toledo a finales de la década de 1910, concejal del Ayuntamiento de Madrid, miembro de la Asamblea Nacional Consultiva de Primo de Rivera y diputado provincial de Madrid. Casado con María de los Dolores Morenés y García-Alesson, falleció el 15 de marzo de 1934 en Roma.

## Obra
Entre sus obras se encuentran títulos como Toledo: guía artistico-práctica (1890); Jovellanos como cultivador de la historia (1891), sobre Gaspar Melchor de Jovellanos; Canigó: leyenda pirenaica del tiempo de la Reconquista (1898), una traducción del catalán Jacinto Verdaguer; El cardenal Cisneros, gobernador del reino: Estudio histórico (1921), sobre la figura de Francisco Jiménez de Cisneros; Ocios poéticos de el Conde de Cedillo (1925); La leyenda del palacio: novela segoviana (1926); y Catálogo monumental de la provincia de Toledo (1959); entre otras.